# 아타리 재규어 CD
아타리 재규어 CD(Atari Jaguar CD) 또는 재그 CD(Jag CD)는 가정용 게임기 아타리 재규어의 CD-ROM 확장기기이다.
재규어 CD용으로 오직 11장의 게임 타이틀만이 출시되었다: 배틀모프, 발디스, 하이랜더: 라스트 오브 더 매클라우즈, 브레인 데드 13, 용의 굴, 스페이스 에이스, 호버 스트라이크, 미스트, 프라이멀 레이지, 그리고 두 가지의 번들 게임이 있다. 그러나 이전에는 미완성이었던 타이틀 및 홈브루가 계속해서 제작되고 나오고 있다.

## 같이 보기
- 아타리 재규어